# Włoscy posłowie do Parlamentu Europejskiego 2014–2019
Włoscy posłowie VIII kadencji do Parlamentu Europejskiego zostali wybrani w wyborach przeprowadzonych 25 maja 2014.

## Lista posłów
Wybrani z listy Partii Demokratycznej
- Brando Benifei
- Goffredo Bettini
- Simona Bonafè
- Mercedes Bresso
- Renata Briano
- Nicola Caputo
- Caterina Chinnici
- Sergio Cofferati
- Silvia Costa
- Andrea Cozzolino
- Nicola Danti
- Paolo De Castro
- Isabella De Monte
- Giuseppe Ferrandino, poseł do PE od 17 kwietnia 2018
- Enrico Gasbarra
- Elena Gentile
- Michela Giuffrida
- Roberto Gualtieri
- Cécile Kyenge
- Luigi Morgano
- Alessia Mosca
- Massimo Paolucci
- Pier Antonio Panzeri
- Pina Picierno
- David Sassoli
- Elly Schlein
- Renato Soru
- Patrizia Toia
- Daniele Viotti
- Flavio Zanonato
- Damiano Zoffoli, poseł do PE od 18 lutego 2015

Wybrani z listy Ruchu Pięciu Gwiazd
- Isabella Adinolfi
- Marco Affronte
- Laura Agea
- Daniela Aiuto
- Tiziana Beghin
- David Borrelli
- Fabio Massimo Castaldo
- Ignazio Corrao
- Rosa D’Amato
- Eleonora Evi
- Laura Ferrara
- Giulia Moi
- Piernicola Pedicini
- Dario Tamburrano
- Marco Valli
- Marco Zanni
- Marco Zullo

Wybrani z listy Forza Italia
- Salvatore Cicu
- Alberto Cirio
- Lara Comi
- Raffaele Fitto
- Elisabetta Gardini
- Innocenzo Leontini, poseł do PE od 20 sierpnia 2018
- Fulvio Martusciello
- Barbara Matera
- Stefano Maullu, poseł do PE od 13 lipca 2015
- Alessandra Mussolini
- Aldo Patriciello
- Remo Sernagiotto
- Antonio Tajani

Wybrani z listy Ligi Północnej
- Mara Bizzotto[1]
- Mario Borghezio[1]
- Angelo Ciocca, poseł do PE od 7 lipa 2016
- Danilo Oscar Lancini, poseł do PE od 17 kwietnia 2018
- Giancarlo Scottà, poseł do PE od 17 kwietnia 2018

Wybrani z listy Nowa Centroprawica-Unia Centrum
- Lorenzo Cesa (UdC)
- Giovanni La Via (NCD)
- Massimiliano Salini (NCD)[2]

Wybrani z listy Inna Europa z Tsiprasem
- Eleonora Forenza[3]
- Curzio Maltese[4]
- Barbara Spinelli[3]

Wybrany z listy Południoowotyrolskiej Partii Ludowej
- Herbert Dorfmann

Byli posłowie VIII kadencji do PE
- Flavio Tosi (wybrany z listy LN), do 8 lipca 2014
- Alessandra Moretti (wybrana z listy PD), do 1 lutego 2015
- Giovanni Toti (wybrany z listy FI), do 9 lipca 2015
- Gianluca Buonanno (wybrany z listy LN), do 5 czerwca 2016, zgon[5]
- Lorenzo Fontana (wybrany z listy LN), od 11 lipca 2014 do 22 marca 2018
- Gianni Pittella (wybrany z listy PD), do 22 marca 2018
- Matteo Salvini (wybrany z listy LN[1]) do 22 marca 2018
- Salvo Pogliese (wybrany z listy FI), do 13 lipca 2018
- Gianfranco Micciché (wybrany z listy FI), od 19 lipca 2018 do 19 sierpnia 2018